# (31744) Shimshock
(31744) Shimshock es un asteroide perteneciente al cinturón de asteroides, descubierto el 13 de mayo de 1999 por el equipo del Lincoln Near-Earth Asteroid Research desde el Laboratorio Lincoln, Socorro, Nuevo México.

## Designación y nombre
Designado provisionalmente como  1999 JN79. Fue nombrado por Nicole Shimshock quien fue mentora de un finalista en el concurso Broadcom MASTERS 2015, una competencia de matemáticas y ciencias para estudiantes de secundaria. Enseña en la escuela St. Charles, San Carlos, California.

## Características orbitales
Shimshock está situado a una distancia media del Sol de 2,759 ua, pudiendo alejarse hasta 3,004 ua y acercarse hasta 2,513 ua. Su excentricidad es 0,089 y la inclinación orbital 8,607 grados. Emplea 1673,76 días en completar una órbita alrededor del Sol.
Pertenece a la familia de asteroides de (93) Minerva.

## Características físicas
La magnitud absoluta de Shimshock es 14,70. Tiene 3,969 km de diámetro y su albedo se estima en 0,178.